# Tadeusz Rączkiewicz
Tadeusz Ludwik Rączkiewicz (ur. 25 maja 1954 w Śremie) – polski działacz związkowy, samorządowiec, uczestnik obrad plenarnych Okrągłego Stołu.

## Życiorys
Z wykształcenia inżynier zootechnik. W okresie PRL był etatowym działaczem związanych z PZPR związków zawodowych. Doszedł do stanowiska przewodniczącego NSZZ Pracowników Rolnych w Państwowym Gospodarstwie Rolnym Manieczki. Zasiadał w radzie krajowej Federacji ZZ Pracowników Rolnictwa. W 1989 jako przedstawiciel Ogólnopolskiego Porozumienia Związków Zawodowych był w 1989 członkiem tzw. strony partyjno-rządowej w czasie obrad Okrągłego Stołu. Bezskutecznie w tym samym roku z ramienia PZPR ubiegał się o mandat poselski.
Po przemianach politycznych był kierownikiem inspektoratu Zakładu Ubezpieczeń Społecznych w Śremie. Następnie został zatrudniony w starostwie powiatu śremskiego, gdzie zajął się organizacją imprez sportowych.
Działał także w samorządzie, w 2002 został wybrany z ramienia koalicji SLD i UP do śremskiej rady miasta, pełnił funkcję jej wiceprzewodniczącego. W 2006 bez powodzenia ubiegał się o reelekcję.